# Sender Hohe Linie
Hohe Linie ist die Bezeichnung des Senders für UKW-Rundfunk und TV nordöstlich von Regensburg auf dem 475 Meter hohen Keilberg im Gemeindegebiet von Tegernheim. Der Sender Hohe Linie besteht seit 1953. Von 1953 bis 1972 wurde als Antennenträger ein 70 Meter hoher freistehender Stahlgitterturm verwendet, der 1972 durch einen 152 Meter hohen abgespannten Stahlrohrmast ersetzt wurde. Seit 1998 wird als Antennenträger des Senders Hohe Linie ein 165 m hoher Stahlbetonturm verwendet.
Das analoge Fernsehprogramm Das Erste wurde am 6. Dezember 2006 zugunsten der DVB-T-Ausstrahlung abgeschaltet. Gleichzeitig wurde auf der Hohen Linie wie auf dem Hohen Bogen, dem Brotjacklriegel und dem Sender Pfarrkirchen DVB-T in Ostbayern gestartet. Im digitalen Antennenfernsehen werden alle drei Bouquets der öffentlich-rechtlichen Sender übertragen.
Der DVB-T-Kanal 7 wurde bei der Inbetriebnahme zusätzlich auf die bereits vorhandene DAB-Sendeantenne aufgeschaltet. Im GFK-Zylinder befinden sich nur die vertikal polarisierten UHF-Sendeantennen.

Der Eigenname des Sendeturms lautet „Prof. Anton Kathrein Turm“. 

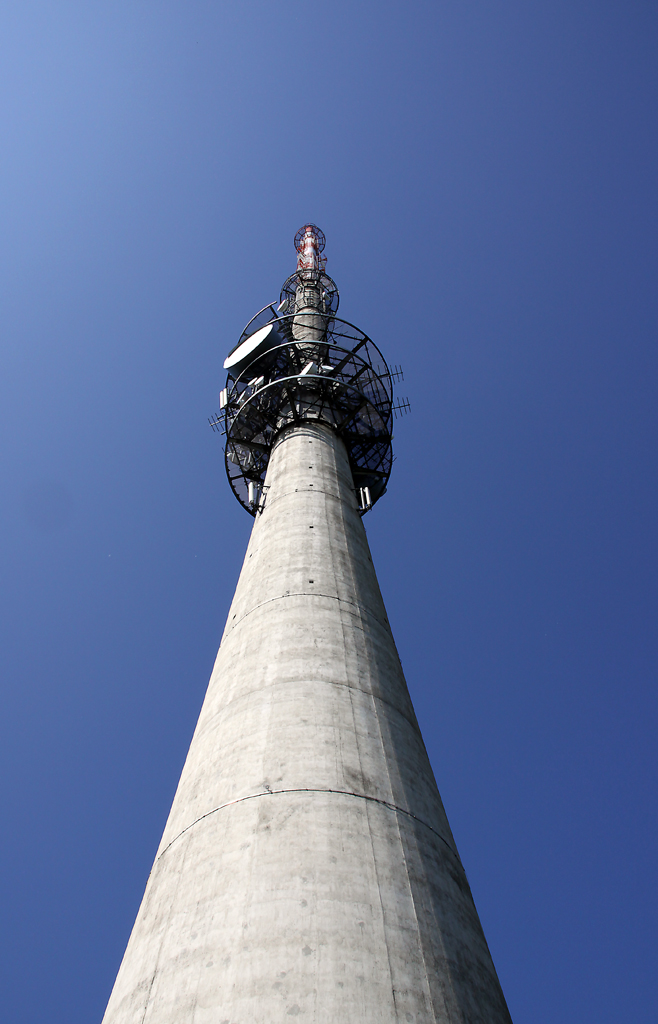
Sender Hohe Linie von unten

## Frequenzen und Programme

### Analoges Radio (UKW)
| Frequenz (in MHz) | Programm               | RDS PS            | RDS PI                | Regionalisierung       | ERP (in kW) | Antennendiagramm rund (ND)/gerichtet (D) | Polarisation horizontal (H)/vertikal (V) |
| ----------------- | ---------------------- | ----------------- | --------------------- | ---------------------- | ----------- | ---------------------------------------- | ---------------------------------------- |
| 95,0              | Bayern 1               | B1_NbOpf BAYERN_1 | D811 (regional), D311 | Niederbayern/Oberpfalz | 25          | ND                                       | H                                        |
| 93,0              | Bayern 2               | Bayern_2          | D312                  | -                      | 25          | ND                                       | H                                        |
| 99,6              | BAYERN 3               | BAYERN_3          | D313                  | –                      | 25          | ND                                       | H                                        |
| 97,0              | BR-Klassik             | BR-KLASS          | D314                  | –                      | 5           | ND                                       | H                                        |
| 105,0             | BR24                   | BR24____          | D315                  | –                      | 25          | ND                                       | H                                        |
| 101,3             | Deutschlandfunk Kultur | Dlf_Kult          | D220                  | –                      | 0,2         | D (230–180°)                             | H                                        |

Weitere am Senderstandort Hohe Linie international koordinierte Frequenzen:
- 103,0 MHz mit 25 kW ERP: Mit 25 kW ERP am Senderstandort Regensburg-Ziegetsberg für Antenne Bayern in Betrieb.[1]

### Digitales Radio (DAB+)
DAB wird in vertikaler Polarisation und im Gleichwellenbetrieb mit anderen Sendern ausgestrahlt.
| Block                       | Programme | ERP (in kW)  | Antennendiagramm rund (ND)/ gerichtet (D) | Gleichwellennetz (SFN) |
| --------------------------- | --- | ------------ | ----------------------------------------- | --- |
| 5C DRDeutschland (D__00188) | DAB+ Block der Media Broadcast: - Absolut relax (72 kbps) - Dlf (104 kbps) - Dlf Kultur (112 kbps) - Dlf Nova (104 kbps) - DRadio DokDeb (48 kbps) - Energy Digital (72 kbps) - ERF Plus (64 kbps) - Klassik Radio (72 kbps) - Radio Bob (72 kbps) - Radio Horeb (48 kbps) - Radio Schlagerparadies (64 kbps) - Schwarzwaldradio (64 kbps) - sunshine live (72 kbps) - DRadio Daten (32 kbps Daten) - EPG Deutschland (16 kbps Daten) - TPEG (16 kbps Daten) - TPEG_MM (16 kbps Daten)                        | 10           | ND                                        | - Baden-Württemberg: Aalen, Baden-Baden (Fremersberg), Bad Mergentheim, Blauen, Brandenkopf, Donaueschingen, Feldberg im Schwarzwald, Freiburg (Vogtsburg-Totenkopf), Geislingen (Oberböhringen), Großerlach (Hohe Brach), Heidelberg (Königstuhl), Heilbronn (Schweinsberg), Hochrhein (Rickenbach), Hornisgrinde, Pforzheim (Schömberg-Langenbrand), Raichberg, Ravensburg (Höchsten), Reutlingen, Stuttgart (Frauenkopf), Ulm (Kuhberg) - Bayern: Amberg (Hirschau), Aschaffenburg (Pfaffenberg), Augsburg (Hotelturm), Bad Tölz (Gaißach), Bamberg (Geisberg), Büttelberg, Brotjacklriegel, Dillberg, Grünten, Herzogstand, Hochberg (Traunstein), Hoher Bogen, Inntal (Ebbs), Ingolstadt (Gelbelsee), Kreuzberg/Rhön, Landshut (Altdorf), München (Olympiaturm), Nennslingen (Büchelberg), Nürnberg, Oberammergau, Ochsenkopf, Passau, Pfänder, Pfaffenhofen, Pfarrkirchen, Pfronten, Regensburg (Hohe Linie), Unterringingen, Untersberg, Wendelstein (Bayrischzell), Würzburg (Frankenwarte) - Berlin: Berlin (Alexanderplatz), Berlin (Scholzplatz) - Brandenburg: Bad Belzig, Booßen, Brandenburg/Havel, Calau, Casekow, Cottbus, Eisenhüttenstadt, Petkus, Pritzwalk, Templin - Bremen: Bremen (Walle), Bremerhaven-Schiffdorf - Hamburg: Hamburg (Moorfleet), Hamburg (Heinrich-Hertz-Turm) - Hessen: Bad Hersfeld (Rimberg), Biedenkopf (Sackpfeife), Fulda (Hummelskopf), Frankfurt (Europaturm), Gelnhausen (Schnepfenkopf), Gießen (Dünsberg), Großer Feldberg, Hardberg, Hohe Wurzel, Hoher Meißner, Kassel (Habichtswald), Mainz-Kastel - Mecklenburg-Vorpommern: Garz (Rügen), Güstrow, Malchin, Neubrandenburg-Süd, Rostock (Toitenwinkel), Röbel, Schwerin (Zippendorf-Gr.Dreesch), Torgelow, Wismar/Rüggow, Züssow - Niedersachsen: Aurich-Popens, Braunschweig (Broitzem), Braunschweig (Drachenberg), Cuxhaven-Stadt, Dannenberg, Göttingen (Bovenden-Osterberg), Hannover (Telemax), Lingen, Lüneburg-Neu Wendhausen, Molbergen-Peheim, Osnabrück (Bramsche-Schleptruper Egge), Hildesheim (Sibbesse), Steinkimmen, Uelzen, Visselhövede, Wilhelmshaven - Nordrhein-Westfalen: Aachen (Karlshöhe), Bielefeld (Hünenburg), Bonn (Venusberg), Dortmund (Florianturm), Düsseldorf (Rheinturm), Eggegebirge, Herscheid, Hochsauerland (Hunau), Hürtgenwald-Großhau, Köln (Colonius), Langenberg, Lügde-Rischenau (Köterberg), Minden (Jakobsberg), Münster (Fernmeldeturm), Schöppingen, Siegen-Süd, Wesel - Rheinland-Pfalz: Bad Kreuznach (Schanzenkopf), Bad Marienberg (Westerwald), Bornberg, Daun (Eifel), Edenkoben (Kalmit), Heckenbach-Schöneberg (Ahrweiler), Idar-Oberstein, Kaiserslautern, Kettrichhof, Koblenz (Kühkopf), Trier (Petrisberg) - Saarland: Merzig-Merchingen, Saarbrücken (Schoksberg) - Sachsen: Chemnitz, Dresden, Geyer, Leipzig, Löbau, Neustadt, Oschatz, Schöneck, Zwickau Ost - Sachsen-Anhalt: Brocken, Burg, Dequede, Petersberg, Pettstädt (Weißenfels), Schneidlingen, Wittenberg - Schleswig-Holstein: Bungsberg, Flensburg, Heide, Helgoland, Hennstedt, Kiel (Kronshagen), Lübeck (Stockelsdorf), Schleswig, Niebüll (Süderlügum), Westerland (Sylt) - Thüringen: Bleßberg (Sonneberg), Erfurt-Hochheim, Gera, Inselsberg, Jena (Oßmaritz), Kulpenberg, Saalfeld (Remda), Lobenstein (Sieglitzberg), Weimar (Ettersberg) |
| 5D Antenne DE (D__00008)    | DAB-Block von Antenne Deutschland: - 80s80s (72 kbps) - 90s90s (72 kbps) - Absolut Bella (72 kbps) - Absolut Germany (72 kbps) - Absolut HOT (72 kbps) - Absolut Oldie (72 kbps) - Absolut TOP (72 kbps) - AIDAradio (72 kbps) - Ballermann Radio (72 kbps) - Beats Radio (72 kbps) - Brillux Radio (72 kbps) - Nostalgie (72 kbps) - Oldie Antenne (72 kbps) - RTL Radio (72 kbps) - Rock Antenne (72 kbps) - Toggo Radio (72 kbps)                                                                          | 10           | ND                                        | - Bayern: Amberg (Hirschau), Bamberg (Geisberg), Ingolstadt (Gelbelsee), Kreuzberg/Rhön, Nürnberg, Ochsenkopf, Pfaffenhofen, Regensburg (Hohe Linie), Würzburg (Frankenwarte) - Berlin: Berlin (Alexanderplatz), Berlin (Scholzplatz) - Brandenburg: Casekow, Cottbus, Pritzwalk - Bremen: Bremen (Walle) - Hamburg: Hamburg (Heinrich-Hertz-Turm) - Mecklenburg-Vorpommern: Rostock (Toitenwinkel), Schwerin (Zippendorf-Gr.Dreesch), Züssow - Niedersachsen: Braunschweig (Broitzem), Cuxhaven-Stadt, Göttingen (Bovenden-Osterberg), Hannover (Telemax), Hildesheim (Sibbesse/Griesberg), Lüneburg-Neu Wendhausen, Molbergen-Peheim, Osnabrück (Bramsche-Schleptruper Egge), Visselhövede - Nordrhein-Westfalen: Bielefeld (Hünenburg), Minden (Jakobsberg) - Sachsen: Dresden, Geyer, Leipzig, Löbau/Schafberg, Oschatz, Schöneck - Sachsen-Anhalt: Brocken, Burg, Petersberg, Wittenberg - Schleswig-Holstein: Flensburg, Heide, Kiel (Kronshagen), Lübeck (Stockelsdorf) - Thüringen: Erfurt-Hochheim, Gera, Inselsberg, Jena (Oßmaritz), Kulpenberg, Lobenstein (Sieglitzberg), Weimar (Ettersberg) |
| 6C Oberpfalz (D__00415)     | DAB-Block des Bayerischen Rundfunks - Bayern 1 (Mainfranken) (96 kbps) - Bayern 1 (Schwaben) (96 kbps) - BR24live (64 kbps, Mono) - Radio Teddy (72 kbps) - egoFM (72 kbps) - gong.fm (72 kbps) - Charivari (R) (72 kbps) - Charivari (NM) (72 kbps) - Charivari (SAD) (72 kbps) - Charivari (CHA) (72 kbps) - Charivari (KEH) (72 kbps) - Radio Galaxy (AM/WEN) (72 kbps) - Radio Ramasuri (72 kbps) - Arabella Bayern (96 kbps) - Rock Antenne Bayern (72 kbps) - BR EPG (8 kbps) - SPI Oberpfalz (24 kbps) | 10 (max. 16) | ND                                        | Altenstadt, Amberg (Hirschau), Amberg-Süd, Dillberg, Fuchsmühl, Geigant, Hoher Bogen, Hohe Linie (Regensburg), Kelheim, Ochsenkopf, Pfreimd, Schönsee (Drechselberg), Weigendorf |
| 11D BR Bayern (D__00165)    | DAB-Block des Bayerischen Rundfunks - Bayern 1 (Oberbayern) (96 kbps) - Bayern 1 (Niederbayern/Oberpfalz) (96 kbps) - Bayern 1 (Franken) (96 kbps) - Bayern 2 (96 kbps) - Bayern 3 (96 kbps) - BR-Klassik (144 kbps) - BR24 (72 kbps, Mono) - BR Schlager (96 kbps) - Puls (96 kbps) - BR Heimat (128 kbps) - BR Verkehr (16 kbps, Mono) - Antenne Bayern (80 kbps) - BR EPG (8 kbps Daten) - ARD TPEG (24 kbps)                                                                                              | 10           | ND                                        | - Unterfranken: Alzenau (Hahnenkamm), Burgsinn (Main-Spessart), Dettelbach, Ebern, Frammersbach/Sauerberg (geplant), Gemünden, Hammelburg, Kreuzberg (Rhön), Miltenberg-Wenschdorf, Neustadt am Main, Obernburg am Main, Ostheim/Heidelberg, Pfaffenberg (Aschaffenburg), Schweinfurt (Schonungen), Volkach, Wertheim, Würzburg (Frankenwarte), Zeil am Main - Oberfranken: Bad Steben, Bamberg (Geisberg), Burgwindheim (geplant), Coburg (Eckardtsberg), Hof (Labyrinthberg), Kronach, Kulmbach, Ludwigsstadt (Ebersdorf), Ochsenkopf (Fichtelgebirge), Pegnitz - Mittelfranken: Ansbach (geplant), Büttelberg, Hesselberg, Hersbruck, Nürnberg (Fernmeldeturm), Rothenburg ob der Tauber, Treuchtlingen, Weißenburg - Oberpfalz: Altenstadt, Amberg (Hirschau), Amberg-Süd, Dillberg (Neumarkt), Fuchsmühl, Geigant, Hoher Bogen (Furth im Wald), Hohe Linie (Regensburg), Kallmünz (geplant), Pfreimd, Schönsee (Drechselberg), Weigendorf - Niederbayern: Brotjacklriegel, Deggendorf (Aletsberg), Dingolfing, Einödriegel, Kelheim, Landshut (Altdorf), Mainburg, Mallersdorf-Pfaffenberg, Oberfrauenwald, Passau (Kühberg), Pfarrkirchen, Rattenberg, Rotthalmünster, Viechtach (Weigelsberg) (geplant), Vilsbiburg - Schwaben: Augsburg (Hotelturm), Augsburg (Welden), Balderschwang (Oberberg), Grünten, Hühnerberg (Harburg), Kaufbeuren (geplant), Markt Wald, Memmingen, Pfänder (Vorarlberg), Pfronten (Breitenberg), Ulm (Kuhberg) - Oberbayern: Bad Tölz (Gaißach), Berchtesgaden (Jenner), Eichstätt, Fürstenfeldbruck (Schöngeising), Gelbelsee, Herzogstand (Fahrenbergkopf), Hochberg (Traunstein), Hohenpeißenberg, Inntal (Ebbs), Isen, München-Freimann, München-Ismaning, München (Olympiaturm), Neuötting, Oberammergau (Laber), Pfaffenhofen (Wolfsberg), Pfaffenhofen (BR), Reit im Winkl, Untersberg (Salzburg), Tegernseer Tal (Wallberg), Wasserburg am Inn (Koblberg), Wendelstein (Bayrischzell) |

### Digitales Fernsehen (DVB-T2 HD)
Die Ausstrahlungen vom Sendemast des Bayerischen Rundfunks laufen im Gleichwellenbetrieb (Single Frequency Network) mit anderen Sendestandorten.
| Kanal | Frequenz (in MHz) | Multiplex                   | Programme im Multiplex                                                                                  | ERP (in kW) | Antennendiagramm rund (ND)/ gerichtet (D) | Polarisation horizontal (H)/ vertikal (V) | Modulations- verfahren | FEC | Guard- intervall | Bitrate [MBit/s] | SFN                                                                       |
| ----- | ----------------- | --------------------------- | --- | ----------- | ----------------------------------------- | ----------------------------------------- | ---------------------- | --- | ---------------- | ---------------- | ------------------------------------------------------------------------- |
| 42    | 642               | ARD Digital (BR)            | - Das Erste HD (BR) - ARTE HD - Phoenix HD - One HD                                                     | 100         | ND                                        | V                                         | 16-QAM                 | 2/3 | 1/4              | 13,27            | Hohe Linie, Hoher Bogen                                                   |
| 28    | 530               | ARD regional (BR) Südbayern | - Bayerisches Fernsehen HD (Schwaben/Altbayern) - ARD-alpha - SWR HD (Baden-Württemberg) - tagesschau24 | 100         | ND                                        | V                                         | 16-QAM                 | 2/3 | 1/4              | 13,27            | Hohe Linie, Hoher Bogen, Amberg                                           |
| 53    | 730               | ZDFmobil                    | - ZDF HD - 3sat HD - ZDFinfo HD - KiKA HD - ZDFneo HD HbbTV - Freenet TV connect                        | 50          | ND                                        | V                                         | 16-QAM                 | 2/3 | 1/4              | 13,27            | Hohe Linie, Brotjacklriegel, Hoher Bogen, Landshut, Passau, Pfarrkirchen, |

### Analoges Fernsehen
Bis zur Umstellung auf DVB-T wurden folgende Programme in analogem PAL gesendet:
| Kanal | Frequenz (MHz) | Programm       | ERP (kW) | Sendediagramm rund (ND)/ gerichtet (D) | Polarisation horizontal (H)/ vertikal (V) |
| ----- | -------------- | -------------- | -------- | -------------------------------------- | ----------------------------------------- |
| 53    | 727,25         | Das Erste (BR) | 75       | D                                      | H                                         |